# And I Awoke and Found Me Here on the Cold Hill's Side
And I Awoke and Found Me Here on the Cold Hill's Side é um conto de ficção científica da autoria de Alice Bradley Sheldon, assinado sob o seu pseudónimo James Tiptree, Jr. Originalmente, o conto foi publicado na revista The Magazine of Fantasy & Science Fiction, sendo posteriormente republicado em diversas antologias.
O seu título é inspirado e retirado de uma citação do poema de John Keats de 1819, La Belle Dame Sans Merci.
A história aborda temas como a xenofobia e a obsessão do desejo sexual como catalisador auto-destrutivo. Graham Sleight afirmou que "a história contada por um dos humanos argumenta que sempre seremos profundamente necessitados por causa do nosso desejo de explorar e descobrir o novo, e que a nossa carência será expressa através dos nossos desejos sexuais."

## Sinopse
Num futuro distante, a humanidade começou a interagir com alienígenas de toda a galáxia. Um jornalista chegou a uma estação espacial na esperança de fotografar uma nave alienígena, quando encontra um engenheiro da estação que lhe tenta deixar um aviso ao contar a sua própria história.
Em tempos o engenheiro foi um jovem estudante de medicina que desenvolveu uma louca fixação por alienígenas. Apesar de ter conhecimento de vários casos semelhantes que resultaram em fins trágicos, sacrificou uma carreira médica promissora para ir para o espaço onde trabalhou como servo e arranjou um casamento por conveniência, nunca conseguindo saciar a sua obsessão ou satisfazer os seus fetiches sexuais.

## Publicações
And I Awoke and Found Me Here on the Cold Hill's Side foi publicado originalmente na edição de março de 1972 da revista The Magazine of Fantasy & Science Fiction. Desde então, o conto foi reimpresso em inúmeras antologias ao longo dos anos: 
- The Magazine of Fantasy and Science Fiction, março de 1972
- The Thousand Light-Years from Home, de James Tiptree Jr. (1973)
- Space Odysseys, editado por Brian W. Aldiss (1974)
- Aliens!, editado por Jack M. Dann e Gardner Dozois (1980)
- Alien Sex, editado por Ellen Datlow (1990)
- Her Smoke Rose Up Forever, de James Tiptree, Jr.
- Invaders!, editado por Jack Dann e Gardner Dozois (1993)
- Daughter of Earth: Feminist Science Fiction in the Twentieth Century editado por Justine Larbalestier (2006)
- A Science Fiction Omnibus, editado por Brian Aldiss (2007)
- The Wesleyan Anthology of Science Fiction (2010)
- Nebula Awards Showcase 2012, editado por James Patrick Kelly e John Kessel (2012)

Uma adaptação de audiolivro da história foi lançada em 2020 como parte da antologia Her Smoke Rose Up Forever, que foi narrada por Dina Pearlman e Adam Grupper. 

## Recepção

### Prêmios
- Prêmio Hugo de 1973 de Melhor Conto - Nomeado
- Prêmio Nebulosa de 1973 de Melhor Conto - Nomeado
- Prêmio Locus Magazine de 1973 de Melhor Curta de Ficção - 4º ugar

## links externos
- And I Awoke and Found Me Here on the Cold Hill's Side title listing at the Internet Speculative Fiction Database
- Free story reprint at Lightspeed Magazine